# El lugar sin límites
El lugar sin límites (1977) és una pel·lícula mexicana dirigida per Arturo Ripstein, basada en la novel·la de José Donoso. Ambientada en el desolat llogarret de El Olivo, la història segueix els tràgics destins de diversos personatges atrapats en la misèria, com La Manuela (Roberto Cobo), un transvestit que treballa en un bordell, i La Japonesita (Ana Martín), filla d'una prostituta. Amb una narrativa esperpèntica i tragicòmica, Ripstein explora les frustracions i venjances humanes. La pel·lícula va rebre el Premi Especial del Jurat al Festival Internacional de Cinema de Sant Sebastià el 1978 i, segons la revista Somos, ocupa el novè lloc entre les 100 millors pel·lícules del cinema mexicà.